# Zilong
Zilong (kinesiska: 梓龙, 梓龙乡) är en socken i Kina. Den ligger i provinsen Hunan, i den södra delen av landet, omkring 150 kilometer väster om provinshuvudstaden Changsha. Antalet invånare är 8088. Befolkningen består av 3 736 kvinnor och 4 352 män. Barn under 15 år utgör 19,0 %, vuxna 15-64 år 69 %, och äldre över 65 år 10,0 %. Zilong ligger vid sjön Zhoutou Shuiku.
Genomsnittlig årsnederbörd är 1 668 millimeter. Den regnigaste månaden är maj, med i genomsnitt 267 mm nederbörd, och den torraste är oktober, med 52 mm nederbörd.